# 塔龍加動物園
塔朗加動物園（英語：Taronga Zoo）是位於澳洲新南威爾士州城市雪梨的一座動物園。塔朗加動物園開園於1916年10月7日，分為八個區域，面積約28 ha（69 acre）。塔朗加動物園飼養有250種超過2,600隻動物，為澳大利亞最大的動物園。